# ليزلي برلين
ليزلي برلين (بالإنجليزية: Leslie Berlin)‏ هي مؤرخة أمريكية، ولدت في 9 يوليو 1969.